# Nickelodeon Kids' Choice Awards (Colombia)
I Kids' Choice Awards Colombia sono stati l'edizione colombiana dei Nickelodeon Kids' Choice Awards. L'evento si ispira all'edizione messicana e si è tenuto per quattro edizioni dal 2014 al 2017 nella capitale Bogotà.

## Edizioni
Nel 2013 Nickelodeon, nell'edizione messicana dei Kids' Choice Awards, ha confermato due categorie che celebrassero il talento colombiano:
- Personaggio colombiano dell'anno (Personaje del año colombiano) con vincitore la ciclista Mariana Pajón e con candidati Greeicy Rendón, Linda Palma e Diego Sáenz;
- Miglior artista musicale colombiano (Mejor artista musical colombiano), categoria vinta dal gruppo Alkilados e con candidati Piso 21, David Palmer e Nicolás Mayorca.

Il successo delle votazioni ha convinto l'emittente a istituire un vero e proprio format colombiano dei Kids' Choice Awards in agosto 2014. La prima edizione della premiazione viene condotta dal cantante colombiano Maluma dal Teatro Conferias di Bogotà.
L'edizione 2015 venne confermata al Corferias, ma è stata condotta in settembre dalla celebrità del web Sebastián Villalobos, la cantante Martina La Peligrosa e da Tostao, membro del collettivo rap ChocQuibTown. L'edizione 2016 viene spostata, in seguito al maggior interessamento del pubblico, presso il più ampio Palacio de los Deportes della capitale.
Nel 2017 si tiene la quarta e ultima edizione della premiazione e viene condotta dal Chamorro City Hall dalla modella Andrea Serna e dal cantante Sebastián Yatra.

### Conduttori e sede
- 2014: Maluma - Teatro Corferias
- 2015: Tostao, Sebastián Villalobos e Martina La Peligrosa - Teatro Corferias
- 2016: María Gabriela de Faría, Juan Pablo Jaramillo e Mario Ruiz - Palacio de los Deportes
- 2017: Sebastián Yatra e Andrea Serna - Chamorro City Hall

## Categorie

### Categorie principali
- Attore preferito (Actor favorito), dal 2014 al 2017;
- Attrice preferita (Actriz favorita), dal 2014 al 2017;
- Cattivo preferito (Villano favorito), dal 2014 al 2017;
- Programma televisivo preferito (Programa de TV Favorito), dal 2014 al 2017;
- Programma internazionale preferito (Programa internacional favorito), dal 2014 al 2017;
- Serie animata preferita (Caricatura favorita), dal 2014 al 2017;
- Film preferito (Película favorita), dal 2014 al 2017;
- Artista o gruppo internazionale preferito (Artista o grupo internacional favorito), dal 2014 al 2017;
- Artista o gruppo colombiano preferito (Artista o grupo nacional favorito), dal 2014 al 2017;
- Canzone latina preferita (Canción latina favorita), dal 2014 al 2017;
- Sportivo dell'anno (Deportista del año), dal 2014 al 2017;
- Videogioco preferito (Videojuego favorito), dal 2014 al 2017;
- Programma radiofonico preferito (Programa de radio favorito), dal 2014 al 2017;
- App preferita (App favorita), dal 2014 al 2017;
- Sito web prferito (WebSite favorita), dal 2014 al 2017;
- Tweeter preferito (Tuitero favorito), dal 2014 al 2016;
- Reality preferito (Reality favorito), dal 2014 al 2016;
- Volto nuovo (La cara más nueva), dal 2014 al 2016.

#### Altre categorie
- Video virale (Video viral), 2016
- Chico Trendy, dal 2016 al 2017
- Chica Trendy, dal 2016 al 2017
- Miglior fandom (Mejor Fandom), 2017
- Youtuber preferito/a (Youtuber Favorito/a), 2016
- Youtuber preferito (Youtuber Favorito), 2017
- Youtuber preferito (Youtuber Favorita), 2017
- Instagrammer preferito (Instagrammer Favorito), 2017
- Gamer preferito (Gamer Favorito), 2017
- Musical.ly preferito (Musical.ly Favorito), 2017
- Rivelazione digitale (Revelación Digital), 2017
- Collaborazione preferita (Colaboración favorita), 2017

## Premi speciali

### Premio Trasforma tu mundo
- 2014: Sara Inés Rodríguez Hernández, per Choco Krispis (Kellogg's)[1]

### Premio Trayectoria
- 2014: Tony Navia

### Premio Pro-Social
- 2015: Juanes
- 2016: Fonseca

### 20 Años Nick en Latinoamérica
Questa categoria è stata presente nell'edizione 2017 per celebrare i 20 anni di Nickelodeon Latinoamérica e ha premiato il miglior programma della sua storia.
- 2017: iCarly